# Shane West
Shannon Bruce Snaith (Baton Rouge, Louisiana, 10 juni 1978) is een Amerikaans acteur, die bekend is geworden door zijn rol van Dr. Ray Barnett in de televisieserie ER en de films A Walk to Remember en Nikita.

## Biografie

### Vroege levensloop
West is geboren in Baton Rouge, Louisiana als zoon van Don West en Catherine Snaith, die beide musicus zijn. Hij heeft een zusje, Simone, en een half-zusje, Marli Ann. Zijn ouders zijn gescheiden toen West tien jaar oud was, hij verhuisde daarna naar Californië met zijn moeder. West begon zich te interesseren voor acteren nadat hij op de middelbare school was gedwongen om naar dramales te gaan.

### Carrière
De eerste grote rol van West was in de televisieserie Once and Again waarin hij het personage Eli Sammler neerzette. Het filmdebuut van West was in de film Liberty Heights (1999). Hij speelde ook mee in de films Whatever It Takes (2000) en Get Over It (2001).
Shane werd bij het grote publiek vooral bekend door zijn rol als 
Dokter Ray Barnett in de populaire ziekenhuis serie (ER). (2007)
West speelde verder van 2010 tot en met 2013 in de televisieserie 'Nikita'. De serie gaat over de sexy, maar meedogenloze Nikita, die wraak wil nemen op de organisatie Division, die haar heeft getraind tot een kille moordenares. Shane West speelt Micheal, de rechterhand van Percy, de baas van Division. Hij krijgt opdracht van Percy om Nikita uit te schakelen. Michael heeft, ondanks het feit dat Nikita nu de vijand is, nog steeds gevoelens voor haar. Het duurt dan ook niet lang voordat hij zich bij haar voegt in de strijd tegen Division.

## Filmografie
- Biblioteca Nacional de España: XX1545368
- Bibliothèque nationale de France: cb142386875 (data)
- Gemeinsame Normdatei: 1016930496
- International Standard Name Identifier: 0000 0001 0969 4385
- Library of Congress Control Number: no2002061988
- MusicBrainz: 830307ec-ae33-4137-9026-057e9eefa74d
- Nationale Bibliotheek van Israël: 987007336906105171
- Nationale Bibliotheek van Polen: a0000001823623
- Nederlandse Thesaurus van Auteursnamen: 251136981
- Système universitaire de documentation: 200055526
- Virtual International Authority File: 48898876
- WorldCat: E39PBJt8m4G7rFv8GGtWhvkkXd